# Isla Carrington
Isla Carrington är en ö i Chile.   Den ligger i regionen Región de Magallanes y de la Antártica Chilena, i den södra delen av landet, 2 000 km söder om huvudstaden Santiago de Chile. Arean är 95 kvadratkilometer.
Terrängen på Isla Carrington är kuperad. Öns högsta punkt är 684 meter över havet. Den sträcker sig 18,4 kilometer i nord-sydlig riktning, och 13,5 kilometer i öst-västlig riktning.
I omgivningarna runt Isla Carrington växer i huvudsak barrskog. Trakten runt Isla Carrington är nära nog obefolkad, med mindre än två invånare per kvadratkilometer.